# Ring Ka King Heavyweight Championship
Il Ring Ka King Heavyweight Championship è stato il titolo più importante della Ring Ka King che fu una federazione di wrestling indiana con sede a Pune e scioltasi nel 2012.
L'ultimo campione fu Mahabali Veera che sconfisse il precedente campione Sir Brutus Magnus.

## Detentori del titolo
Il titolo fu valido dal 19 dicembre 2012 al 23 aprile 2012 poiché (il 22 aprile 2012) la Ring Ka King cessò la sua attività e vi fu la conseguente disattivazione del titolo.
| Campione          | Regno | Data             | Luogo       | Evento       | Note |
| ----------------- | ----- | ---------------- | ----------- | ------------ | --- |
| Matt Morgan       | 1     | 20 dicembre 2011 | Pune, India | Ring Ka King | Sconfigge Scott Steiner in finale di un torneo di otto uomini per diventare il primo campione. Questa puntata è andata in onda il 5 febbraio 2012. / Primo campione. |
| Sir Brutus Magnus | 1     | 21 dicembre 2011 | Pune, India | Ring Ka King | Sconfigge Matt Morgan |
| Mahabali Veera    | 1     | 21 aprile 2012   | Pune, India | Ring Ka King | Sconfigge Sir Brutus Magnus |

### Torneo per la prima assegnazione del titolo
In riferimento alla prima riga della tabella soprastante.
|  | Quarti di finale | Quarti di finale      | Quarti di finale |             |           | Semifinale     | Semifinale | Semifinale |  |  | Finale | Finale        | Finale |
|  |                  |                       |                  |             |           |                |            |            |  |  |        |               |        |
|  | 1                | Dr. Nicholas Dinsmore | [ 5 ]            |             |           |                |            |            |  |  |        |               |        |
|  | 8                | Mahabali Veera        | Vincitore        |             |           |                |            |            |  |  |        |               |        |
|  | 8                | Mahabali Veera        | Vincitore        |             |           | Mahabali Veera | [ 2 ]      |            |  |  |        |               |        |
|  |                  |                       |                  |             |           | Mahabali Veera | [ 2 ]      |            |  |  |        |               |        |
|  |                  |                       | Scott Steiner    | Vincitore   |           |                |            |            |  |  |        |               |        |
|  | 4                | Scott Steiner         | Scott Steiner    | Vincitore   | Vincitore |                |            |            |  |  |        |               |        |
|  | 4                | Scott Steiner         |                  |             | Vincitore |                |            |            |  |  |        |               |        |
|  | 5                | Max B                 | [ 6 ]            |             |           |                |            |            |  |  |        |               |        |
|  |                  |                       |                  |             |           |                |            |            |  |  |        | Scott Steiner | [ 2 ]  |
|  |                  |                       |                  | Matt Morgan | Vincitore |                |            |            |  |  |        |               |        |
|  | 3                | Matt Morgan           | Vincitore        |             |           |                |            |            |  |  |        |               |        |
|  | 6                | Sir Brutus Magnus     | [ 5 ]            |             |           |                |            |            |  |  |        |               |        |
|  | 6                | Sir Brutus Magnus     | [ 5 ]            |             |           | Matt Morgan    | Vincitore  |            |  |  |        |               |        |
|  |                  |                       |                  |             |           | Matt Morgan    | Vincitore  |            |  |  |        |               |        |
|  |                  |                       | Sonjay Dutt      | [ 2 ]       |           |                |            |            |  |  |        |               |        |
|  | 2                | Chavo Guerrero        | Sonjay Dutt      | [ 2 ]       | [ 6 ]     |                |            |            |  |  |        |               |        |
|  | 2                | Chavo Guerrero        |                  |             | [ 6 ]     |                |            |            |  |  |        |               |        |
|  | 7                | Sonjay Dutt           | Vincitore        |             |           |                |            |            |  |  |        |               |        |